# Fred Baumgärtel
Fred Karl Baumgärtel (* 4. Februar 1928 in Nürnberg) ist ein deutscher Journalist, Gastronomiekritiker und Verlagsleiter.

## Leben
1951 wurde er Nachrichtenredakteur beim amerikanischen Soldatensender AFN. 1966 war er Chefredaktor der Münchner Ausgabe der Bild-Zeitung, 1969 war er Berater beim Start des SonntagsBlick und wurde Produzent von Michael Pfleghar mit der Firma CBM.
Ab 1973 war er Chefredakteur der Zeitschrift Playboy, wo er 1976 Gastronomiekritik einführte und das Restaurant des Monats kürte. Von 1976 bis 1979 war er Chefredakteur der Illustrierten Quick. Anfang 1980 übernahm er die Verlagsleitung von Playboy, Quick und der Jugendzeitschrift Bravo. Alle drei Zeitschriften erscheinen in der Verlagsgruppe Heinrich Bauer.
Baumgärtel ist seit 1963 mit der Autorin Helga Lotz verheiratet.